# 胸いっぱいのこの愛を 誰より君に
胸いっぱいのこの愛を 誰より君に（むねいっぱいのこのあいを だれよりきみに）は、JEWELRYの2枚目のシングル。

## 概要
テレビ東京系アニメ『モンキーターンV』オープニングテーマテーマ。前作の「ココロが止まらない」同様、作詞を手がけた三枝夕夏が自身のバンド「三枝夕夏 IN db」でセルフカバー。初回盤のみDVD付き。これまでのシングルの中で最高順位は高い。表題曲の3種類のリミックスが収録されているが、Singing individual part versionはソロパートを増やしたもので、アレンジは原曲と同じである。

## 収録曲

### CD
1. 胸いっぱいのこの愛を 誰より君に
作詞：三枝夕夏　作曲：大野愛果　編曲：小澤正澄
2. PASSIONETE WAVE（原曲：三枝夕夏 IN db）
作詞：三枝夕夏　作曲：徳永暁人　編曲：小澤正澄
3. 戸惑う 恋ゴコロ
作詞：三枝夕夏　作曲：山田祐樹　編曲：小澤正澄
4. 胸いっぱいのこの愛を 誰より君に(Singing individual part version)
5. 胸いっぱいのこの愛を 誰より君に(M-oZ club mix edit)
Remix：小澤正澄
6. 胸いっぱいのこの愛を 誰より君に(Nishi Azabu YELLOW "KOREAN NIGHT" Support Remix)
Remix：J.K.
7. 胸いっぱいのこの愛を 誰より君に(inst.)

### DVD
1. オススメJAPAN!
2. オススメKOREA!
3. カンタンHangul!
4. note of JEWELRY
5. POP'n SEOUL!
6. 「あなたが大好き」フルクリップ収録